# Straža (Loznica)
Pour les articles homonymes, voir Straža.
Straža (en serbe cyrillique : Стража) est un village de Serbie situé sur le territoire de la Ville de Loznica, district de Mačva. Au recensement de 2011, il comptait 892 habitants.

## Démographie

### Évolution historique de la population
| 1948 | 1953 | 1961 | 1971 | 1981 | 1991 | 2002  | 2011 |
| ---- | ---- | ---- | ---- | ---- | ---- | ----- | ---- |
| 771  | 862  | 994  | 979  | 963  | 984  | 1 018 | 892  |

|  |